# Gardenia tubifera
Gardenia tubifera är en måreväxtart som beskrevs av Nathaniel Wallich och William Roxburgh. Gardenia tubifera ingår i släktet Gardenia och familjen måreväxter.

## Underarter
Arten delas in i följande underarter:
- G. t. costulata
- G. t. tubifera